# Serpocaulon vacillans
Serpocaulon vacillans är en stensöteväxtart som först beskrevs av Link, och fick sitt nu gällande namn av Alan Reid Smith. Serpocaulon vacillans ingår i släktet Serpocaulon och familjen Polypodiaceae. Inga underarter finns listade.